# Grums
Grums  ( hør) er et byområde og hovedby i Grums kommun i Värmlands län i Sverige. Byen ligger cirka 27 kilometer vest for Karlstad ved Vänerns nordlige strand, i tilknytning til Grumsfjordens indløb.

## Historie
Grums var og er kyrkby i Grums socken. Efter kommunalreformen af 1862 kom byen til at ligge i Grums landskommun og i denne indrettedes den 26. maj 1939 municipalsamhället Grums. I 1948 blev landskommunen omdannet, med municipalsamhället, til Grums köping, hvor Grums bebyggelse kun omfattede en mindre del af köpingskommunen. Fra 1971 indgik köpingen i Grums kommunen, hvor Grums siden har været hovedby.
Grums tilhørte og tilhører stadigvæk Grums församling.
Byen indgik frem til 1882 i Grums tingslag og derefter til 1971 i Mellansysslets tingslag. Fra 1971 til 2005 indgik byen i Karlstads domsaga for herefter at indgå i Värmlands domsaga.

## Bebyggelse
Bebyggelsen i Grums præges af villaområder. Der findes også en vis rækkehusbebyggelse samt nogle udlejningshusområder med lavtbyggede huse (primært treetageshuse).

## Forbindelser
Grums har en jernbanestation på Norge/Vänerbanen. Vejene E18 og E45 mødes ved Nyängsrondellen i Grums.

## Erhvervsliv
Byens dominerende arbejdsgiver er den af Billerud ejede papirfabrik Gruvöns bruk, som er Värmlands største private arbejdsgiver. I Grums findes også Gruvöns sågverk, som ejes af Stora Enso. I øvrigt findes der mest mindre virksomheder, blandt andet jernindustri, mekaniske firmaer, byggefirmaer og en snedkerifabrik.
Värmlands enskilda bank oprettede et afdelingskontor i Grums i 1920. Grums havde også et sparekassekontor tilhørende Länssparbanken Värmland. Nordea nedlagde filialen i Grums den 31. maj 2016 og Swedbank lukkede den 30. juni 2017, hvorefter byen står uden bankkontor.

## Sport og fritid
Nærheden til Vänern er vigtig for friluftslivet. Især den smukt beliggende Grumsfjorden, en del af Vänern ligesom den tilhørende vig Borgvikssjön. Denne del af Vänern er en vigtig og vel udnyttet rekreationsplads for bådejere i såvel Grums som de nærliggende byer. Her udøves ud over vandsport også fiskeri såvel om sommeren som om vinteren.
Ishockey er af tradition vigtigt i Grums og ishockeyklubben Grums IK Hockey er meget aktiv og har senior-, junior- og ungdomsvirksomhed af høj klasse. Grums IK driver et hockeygymnasium sammen med en skole i Karlstad.